# Cal·ligrafia

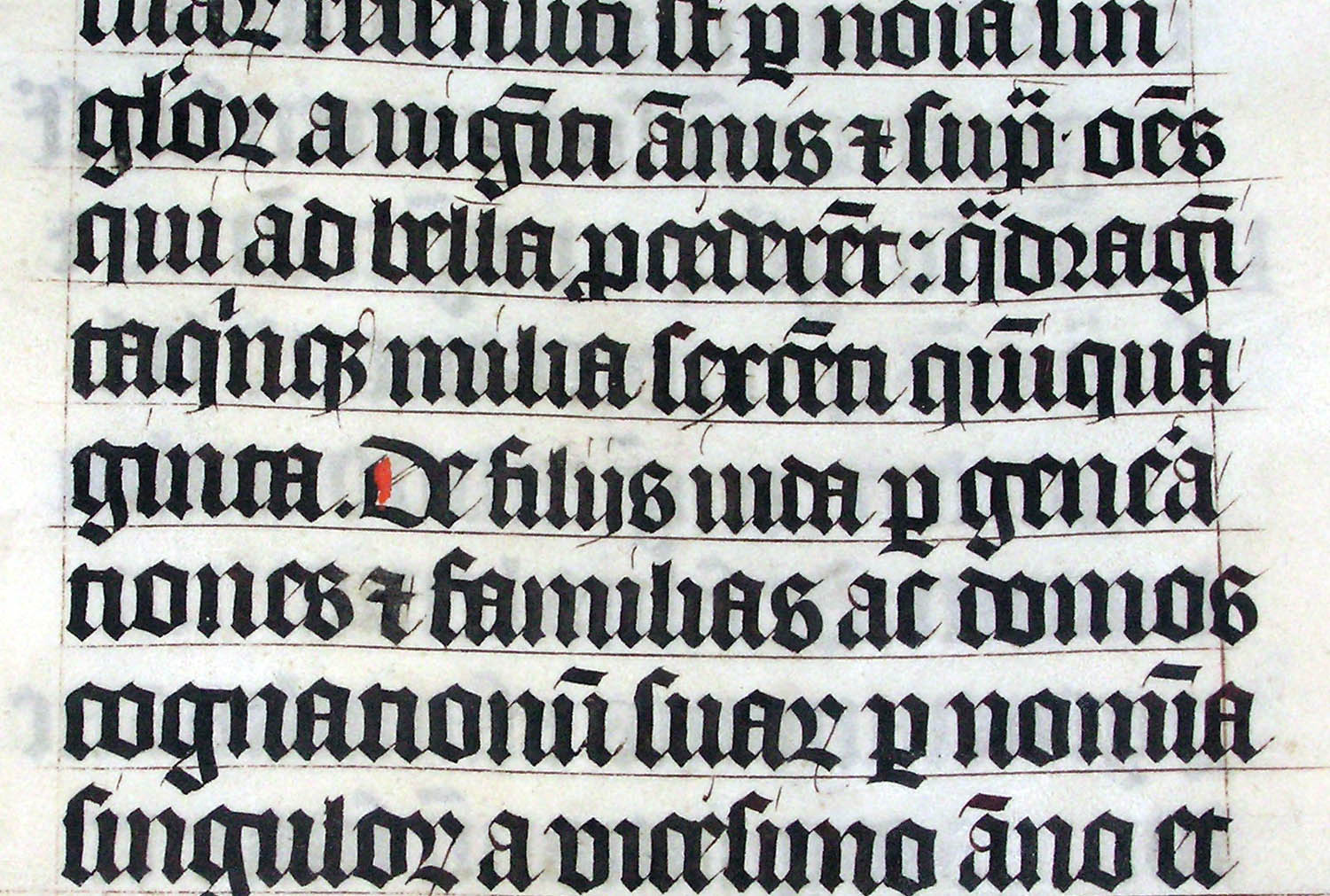
Cal·ligrafia en llatí que representa una bíblia de 1407

La cal·ligrafia és l'art d'escriure emprant bells signes. Es pot referir a dos conceptes diferents: d'una banda, és l'art d'escriure amb lletra artística i correctament formada, segons diferents estils. S'oposa a l'estil manuscrit o autògraf espontani únic de cada persona, i que s'estudia, entre d'altres, per la grafologia. El seu ensenyament sol formar part de la didàctica de l'escriptura.
Una definició contemporània de la pràctica de la cal·ligrafia és "l'art de donar forma als signes d'una manera expressiva, harmoniosa i elegant". La història de l'escriptura és una història d'evolucions estètiques emmarcades per les habilitats tècniques, velocitat i limitacions materials de les diferents persones, èpoques i llocs.
La cal·ligrafia abasta des de creacions completament utilitàries fins magnífiques obres d'art on l'expressió abstracta (o no) adquireix més importància que la llegibilitat de les lletres. La cal·ligrafia clàssica difereix de la tipografia i de l'escriptura manual no clàssica, encara que un cal·lígraf pot ser capaç de crear totes elles.

## Etimologia
"Cal·ligrafia" prové del grec καλλιγραφία, amb el mateix significat.

## Història

Cal·ligrafia xinesa

La tradició afirma que els caràcters xinesos, la forma més antiga coneguda d'escriptura dels existents avui en dia, van ser inventats per Cang Jie (cap a 2650 AC). Una altra tradició remunta la seva creació als temps de Fuxi, el llegendari primer emperador de la Xina.
La cultura xinesa concedeix una gran importància a la cal·ligrafia. Aquesta es fonamenta en la bellesa visual dels ideogrames, la tècnica de la seva realització i els preceptes metafísics de la cultura tradicional xinesa.
La cal·ligrafia occidental es desenvolupa molt més tard i de forma totalment independent. El seu origen és l'alfabet llatí, amb el que a l'edat mitjana escrivien els monjos copistes sobre pergamí. Aproximadament a la mateixa època la cultura islàmica desenvolupa la seva pròpia cal·ligrafia, basada en l'alfabet àrab, i degut a la prohibició religiosa de representar éssers vius, la converteix en un art decoratiu d'ampli ús en l'arquitectura.
Altres alfabets es van desenvolupar en altres cultures, i fins i tot existeixen avui en dia, la majoria d'ells a Àsia, i són utilitzats de manera habitual en els seus respectius països, encara que globalment tenen una difusió molt menor.
Després de la invenció de la impremta per Gutenberg, els llibres arriben a una difusió molt més gran que la possible fins aleshores i la cal·ligrafia perd importància en favor de la tipografia.
El bolígraf primer, i posteriorment les màquines d'escriure i els ordinadors han suposat la desaparició de la cal·ligrafia de la nostra vida quotidiana. Tanmateix, és avui un art molt viu, una forma d'expressió artística que uneix l'escriptura amb altres arts plàstiques com el dibuix i la pintura i que dona lloc a obres de gran bellesa plàstica, en les que constantment busquen inspiració dels creadors de noves tipografies. La màquines d'escriure cal·ligrafia és present al nostre voltant en la publicitat, els logotips de companyies i les etiquetes de molts productes, però la cal·ligrafia ha anat decreixent en el seu ús a través del temps encara que de manera expressiva es donin alguns avenços en la recerca de noves formes de cal·ligrafia les mateixes continuen tenint la seva essència principal

## Diferents tipus de cal·ligrafia

### Cal·ligrafia àrab

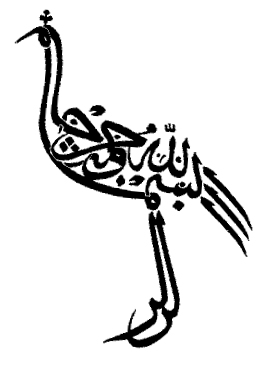
Bàsmala amb forma d'au: una composició cal·ligràfica àrab clàssica

La cal·ligrafia àrab (en àrab, فن الخط fann al-jatt, ‘art de la línia’) és un art decoratiu propi dels pobles que utilitzen l'alfabet àrab i les seves variants. Se sol considerar com la principal de les arts islàmiques.

#### Tècnica

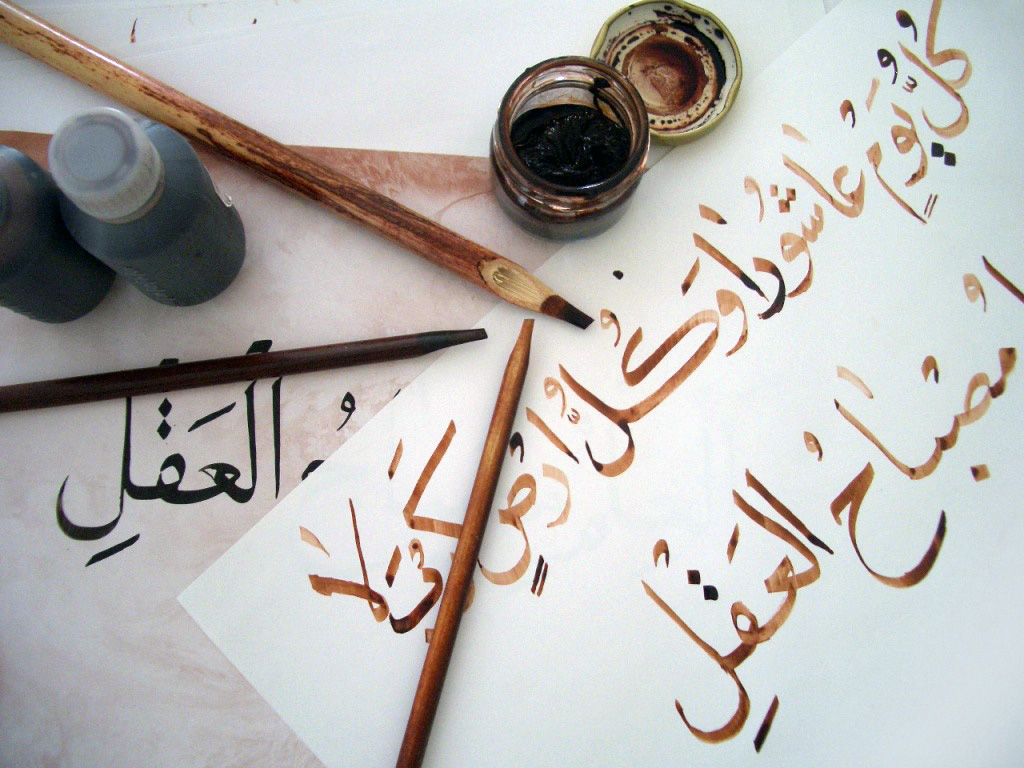
Càlams de canya emprats en cal·ligrafia àrab

La cal·ligrafia àrab comença a desenvolupar-se més enllà del seu ús funcional amb el cal·lígraf Abu-Alí Muhàmmad ibn Muqla (940), que va ser visir de tres califes abbàssides. Ibn Muqla i el seu germà van establir les primeres regles de proporció en el traçat de les lletres. Van prendre com a mesura principal del punt, és a dir, el rombe traçat amb el càlam, per mesurar la longitud de les línia i el cercle amb diàmetre igual al de la lletra àlif (ا) per calcular les proporcions de les lletres. Els estils derivats de la cursiva original es regeixen per aquestes unitats de mesura.
L'instrument habitual per a l'escriptura és el càlam (en àrab, qalam), utilitzat encara avui dia per la cal·ligrafia artística. El càlam és una canya en l'extrem es fa un tall transversal: aquest tall determina l'alternança entre traços gruixuts i fins característica de la majoria dels estils cal·ligràfics. Al Màgrib i l'Àndalus s'utilitzava però amb més freqüència un càlam acabat en punta, com les tradicionals plomes europees, i per aquesta raó l'anomenada escriptura andalusina o magribina no posseeix alternança en el traç. Hi ha estils cal·ligràfics menys coneguts que usen altres instruments: els musulmans de la Xina, per exemple, utilitzaven el pinzell propi dels cal·lígrafs xinesos, donant a la cal·ligrafia àrab executada d'aquesta manera una aparença molt peculiar.

#### Orígens
El desenvolupament de l'art cal·ligràfic àrab, com el de la pròpia escriptura, està íntimament lligat a l'expansió de l'islam a partir del segle vii. Fins aquell moment, la cultura àrab es transmetia sobretot oralment, i encara que els àrabs tenien un alfabet propi, no usaven l'escriptura més que per a anotacions de caràcter mnemotècnics, comptabilitat comercial, epitafis i altres usos de poca importància. En l'alfabet àrab de l'època no existien els punts que avui distingeixen unes lletres de les altres: així, per exemple, les lletres ب,ت,ث (th, t, b) s'escrivien igual, ja que només s'escrivia el traç bàsic comú a totes elles. El lector havia de fer un esforç suplementari d'interpretació segons el context, cosa que normalment no suposava un problema donat que sovint el lector era l'escriptor mateix o algú que en qualsevol cas ja tenia una idea del que estava escrit.
L'expansió de l'umma, primer a Aràbia i després a territoris de llengua no àrab, planteja dues qüestions: la primera és la necessitat de transmetre l'Alcorà entre persones no arabòfones, garantint alhora la inalterabilitat del text. És llavors quan es perfecciona l'alfabet de manera que cada signe representi un únic so: s'inventa el punt, a partir del qual es creen lletres diferents afegint al que fins aleshores eren traços comuns per representar diferents fonemes. Més endavant es va inventar una notació vocàlica que s'afegeix a l'escriptura com a signes diacrítics. L'escriptura àrab queda definitivament fixada al voltant de l'any 786 amb les aportacions de Khalil ibn Ahmad al-Farahidí. La segona qüestió plantejada és que a mesura que l'Estat islàmic creix, l'administració es fa més complexa i requereix un volum de paperassa desconegut en l'organització tribal àrab anterior a l'islam. Això impulsa el perfeccionament de l'escriptura, que es fa més ràpida i nítida, així com la proliferació de diferents estils.

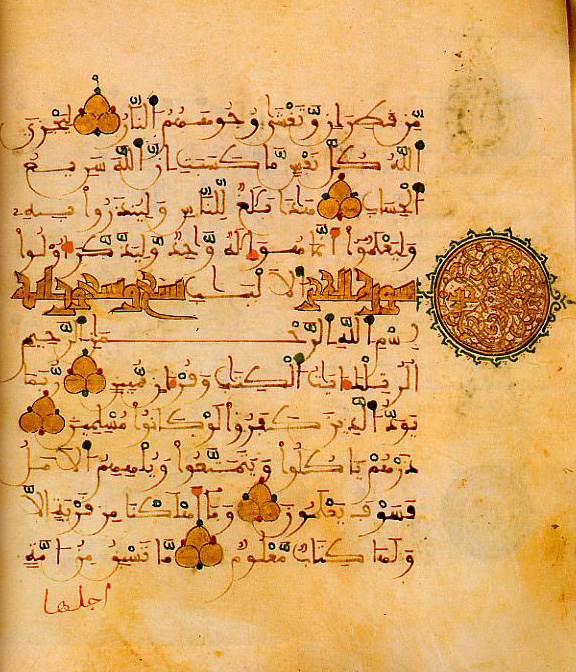
Pàgina d'un Alcorà andalusí. Els trets més gruixuts al centre de la pàgina són d'estil cúfic.

En els primers temps de l'islam, els estils cal·ligràfics eren bàsicament dos, relacionats amb el suport de l'escriptura: sobre materials durs es gravaven unes lletres més esquemàtiques, d'aspecte quadrat, mentre que per a suports tous s'utilitzava una lletra cursiva. El primer estil donarà lloc a l'escriptura cúfica, anomenada així per haver desenvolupat a Kufa (Iraq), de caràcter ornamental i solemne que al seu torn derivarà en diversos estils. Dona lloc també a la cursiva emprada tradicionalment al Màgrib i l'Àndalus, així com en les zones d'Àfrica sota la seva influència. De la cursiva original sorgeix l'estil naskhí o estil "de còpia", que és el que s'utilitza fins avui en dia com a model de lletra d'impremta, que al seu torn donarà lloc a formes d'escriptura molt variades, entre les quals destaca el ruq`a, cursiva esquemàtica emprada avui en l'escriptura manuscrita, sobretot al Màixriq.
El desenvolupament de la cal·ligrafia com a art va lligat al fet que l'islam prohibeix l'adoració de representacions figuratives i és així com la cal·ligrafia ofereix als llocs sagrats un substitut a la decoració figurativa. En lloc de representar Déu, el Profeta, o qualsevol altre motiu figuratiu relacionat amb la religió, l'art islàmic els substitueix per la representació cal·ligràfica dels seus noms, o per frases extretes de l'Alcorà, particularment la bàsmala. L'escriptura àrab en general, al marge de la seva utilització artística, experimenta una autèntica revolució en l'època islàmica, tenint en compte la utilització marginal que s'havia fet en èpoques anteriors. Les societats islàmiques medievals, predominantment urbanes, tenen un alt grau d'alfabetització i les persones cultivades es preuen de dominar diferents estils de cal·ligrafia. La transmissió oral es manté per tradició, sobretot en el cas de l'Alcorà, els estudiosos seguiran aprenent de memòria, però paral·lelament sorgeix un interès per deixar constància escrita de tot el que succeeix, es rumia o es pensa, donant lloc a una extensa literatura. Els musulmans justifiquen aquest interès per l'escriptura argüint que la primera paraula que els va ser revelada per Déu és l'imperatiu "llegeix" (iqrà), que encapçala les primeres paraules que segons la tradició Déu va dirigir a Mahoma:
| «                  | Llegeix, en el nom del teu Senyor, que ha creat, ha creat l'home d'un coàgul de sang! Llegeix! El teu Senyor és el donacions, que ha ensenyat l'ús del càlam, ha ensenyat a l'home el que no sabia. | » |
| — Alcorà, 96, 1-5. | |   |

### Principals estils
Totes les formes clàssiques que adopten els caràcters àrabs deriven d'una de les dues escriptures utilitzades en època preislàmica: la cursiva i la hiriyya, més tard anomenada kufiyya o cúfica.

#### Naskhonaskhí
El naskh (‘còpia’) és l'estil més bàsic, derivat de l'antiga cursiva preislàmica i de les regles ideades per Ibn Muqla. Deu el seu nom al fet que es va desenvolupar amb la intenció de ser una cal·ligrafia ràpida i clara al mateix temps, per utilitzar-la en la còpia de manuscrits. El naskh és l'estil en el qual es basen les lletres d'impremta en la majoria de les llengües que utilitzen caràcters àrabs, així com el que utilitzen les màquines d'escriure i els ordinadors. D'ell deriven la majoria dels estils cal·ligràfics.

#### Ruqa
El ruqa, derivat del naskh, no és un estil ornamental sinó funcional. El seu nom significa ‘tros’, perquè es va desenvolupar per a poder escriure en trossos petits de paper, de manera que cabés la major quantitat de text en el menor espai possible. Per a això simplifica la forma de les lletres, elimina totalment l'ornamentació i els diacrítics i tendeix a inclinar les paraules de manera que alguns caràcters es puguin superposar a altres. Els dos punts es converteixen en una ratlla horitzontal, els tres punts en una mena d'accent circumflex i el punt simple redueix la seva mida a la meitat per a no confondre amb la ratlla. El ruqa és l'estil més utilitzat en l'escriptura manuscrita avui en dia, sobretot en els països del Màixriq.

#### Kufío cúfic

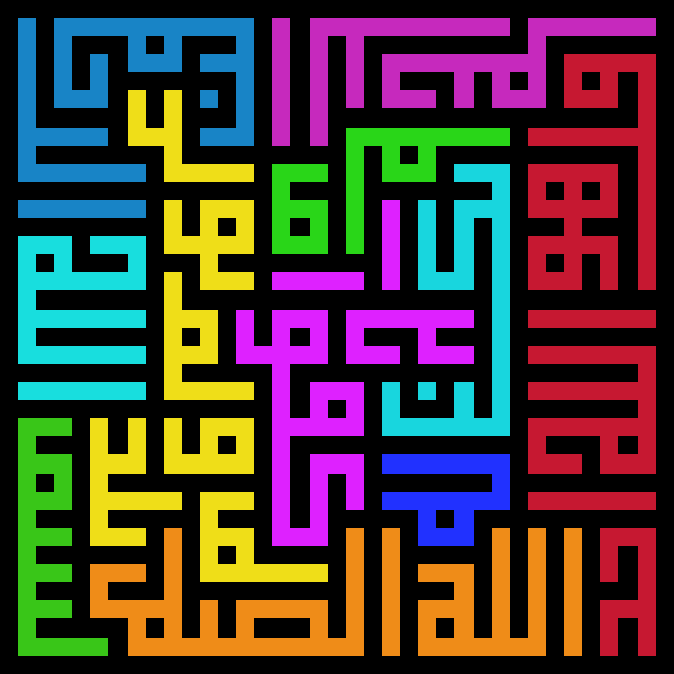
Sura de l'Alcorà en cúfic geomètric. Es llegeix en sentit horari, començant per la paraula en verd de l'esquerra.

El kufí o cúfic és anomenat així per la ciutat de Kufa, on es va desenvolupar a partir del segle viii. És l'estil més antic: anteriorment s'anomenava Hiri, per la ciutat d'Al-Hira capital del regne làkhmida, i està en els seus orígens influït per l'alfabet siríac. Es caracteritza per tenir angles pronunciats i un aire quadrat en general. Per no trencar el seu aire massís, amb freqüència els punts de les lletres es redueixen a petites ratlles gairebé imperceptibles. És un dels estils més emprats encara avui en dia en rètols i decoració i el que més variants té, a part d'haver donat lloc als estils magrebins i andalusins. Entre les seves variants destaquen:

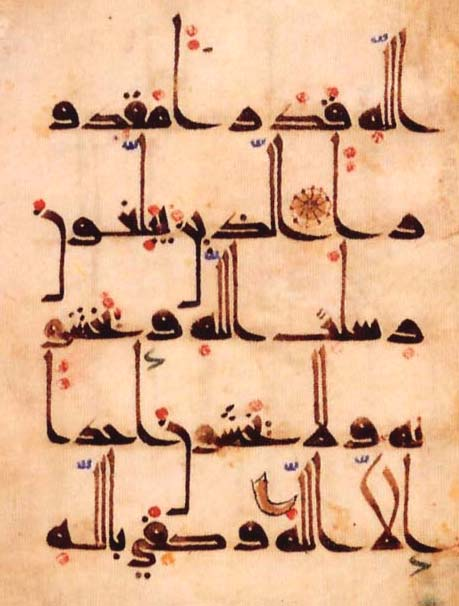
Pàgina de l'Alcorà en cúfic antic.

- el cúfic florit, en el qual els traços adquireixen certs trets vegetals i s'entrecreuen.
- el cúfic geomètric, en la qual les lletres és estilitzada i simplifiquen formant figures geomètriques. És un dels estils més utilitzats en decoració, sobretot en mosaic i rajola, al qual s'adapta perfectament atès que pot reduir-se a una addició de quadrats. Són freqüents les inscripcions en cúfic geomètric adornant les parets exteriors de les mesquites, els minarets o la base de les cúpules.

#### Thúluth
El thúluth s'assembla al naskh, del qual deriva, però les lletres són més llargues en proporció al gruix de la línia. Es desenvolupa en el segle xiii com a estil ornamental, en competència amb el cúfic. El thuluth original va donar pas de seguida a una varietat anomenada thuluth deformat, en el qual les lletres s'allarguen o escurcen a voluntat per adaptar l'escriptura a l'espai en el qual s'inscriu (generalment un rectangle). Els forats deixats per les llargues lletres solen omplir amb signes diacrítics o signes purament ornamentals sense més valor que el de fer que el conjunt sigui harmònic. Un bon exemple d'aquest estil és la inscripció que apareix en la bandera de l'Aràbia Saudita.

#### Estils perses

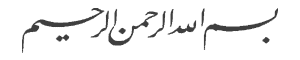
Bàsmala en escriptura nastaliq.

L'estil farsi (persa) i els seus derivats procedeix del naskh i neix, com el seu nom indica, a les regions d'Àsia influïdes per la cultura persa. Procedeix del ruq`a i com aquest, en general es caracteritza per la simplificació de les lletres, l'allargament horitzontal dels traços i l'alternança de mides entre unes lletres i altres. Dins dels estils d'origen persa un dels més cèlebres és el nastliq, estil netament oriental el nom procedeix de naskh taliq, és a dir, ‘naskh penjant’. Es diu d'aquesta manera perquè, com en altres estils orientals, no totes les lletres es disposen sobre la línia d'escriptura: les paraules tendeixen a començar una mica per sobre de la línia i acaben just sobre la línia, donant la impressió que pengen. Això permet, a més muntar lleugerament les paraules unes sobre altres. Té una alternança molt pronunciada entre traços gruixuts i fins, que s'aconsegueix alternant dos càlams, un triple de gruix que l'altre. A més, el càlam sol girar al dibuixar un traç, amb la qual cosa s'aconsegueix que aquest canviï de gruix, una cosa poc habitual en la resta d'estils, en els quals el càlam sempre forma el mateix angle respecte a la superfície en la qual s'escriu. El nastaliq és l'estil preferent per a la lletra d'impremta en l'urdú i altres llengües del subcontinent indi que utilitzen caràcters d'origen àrab.

#### Diwaní

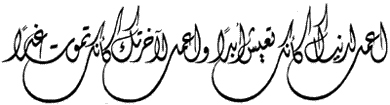
dīwānī

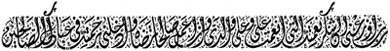
yallī dīwānī

L'estil diwaní, derivat també del naskh, deu el seu nom al fet que era utilitzat en l'administració (diwan) de l'Imperi Otomà. Va ser inventat pel cal·lígraf Husam Rumi a partir de l'estil persa taliq, antecessor del nastaliq, i es va fer popular durant el regnat de Solimà el Magnífic (1520- 1566). És un estil barroc, molt ornamental, que es caracteritza per les seves línies allargades i corbes i perquè perllonga els traços de manera que sovint s'uneixen entre si lletres que no haurien de fer-ho: és freqüent tractar d'escriure paraules o frases senceres en diwaní sense aixecar el càlam del paper. S'escurça també l'espai entre paraules. Aquest estil va donar lloc a un altre, encara més barroc, anomenat yal·lí diwaní o diwaní sublim: com en el thúluth, els espais buits s'omplen utilitzant diacrítics i signes ornamentals.

#### Estils magrebins i andalusins

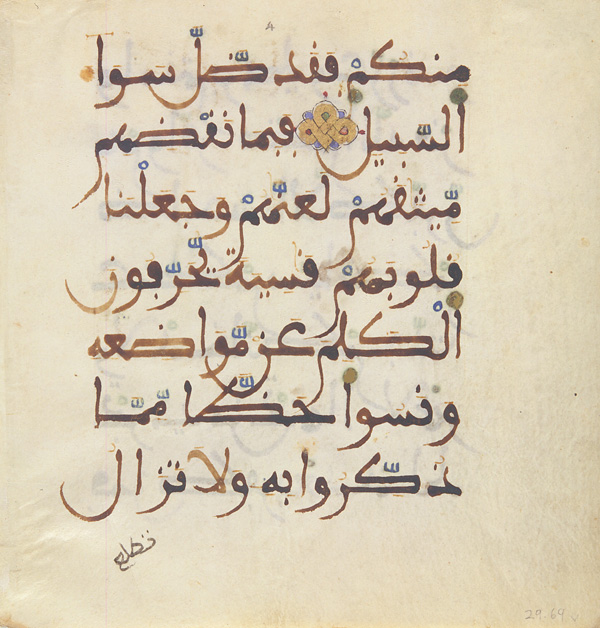
versicles de la Sura 5 de l'Alcorà. Exemple d'estil magribí del, en el qual es pot apreciar el parentiu amb el cúfic.

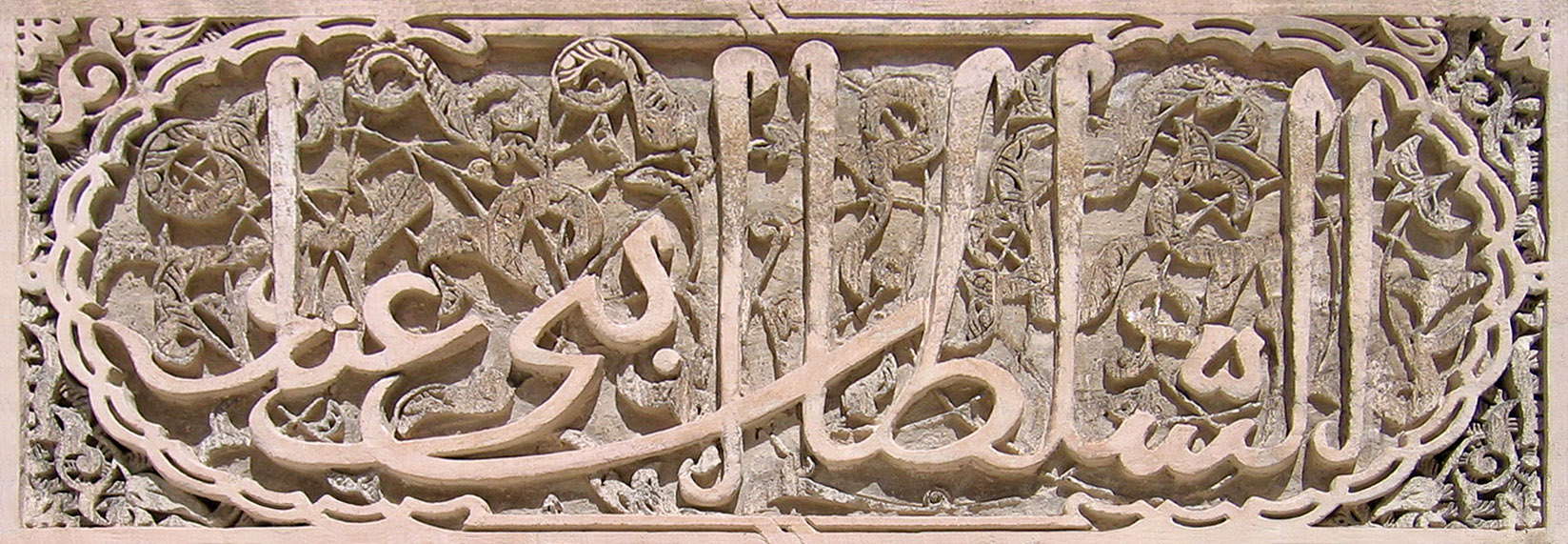
Inscripció en estil magribí ornamental a Fes (Marroc).

Un estil, o conjunt d'estils, important és l'anomenat andalusí o magribí, que té poca relació amb els altres perquè a diferència d'aquells no deriva del naskh sinó del cúfic antic. És la forma d'escriptura tradicionalment utilitzada a l'Àndalus, el nord-est d'Àfrica i pels pobles musulmans de l'Àfrica occidental. S'executa amb un càlam diferent dels que s'utilitzen habitualment, car té una punta aguda similar a les de les plomes europees. Per aquesta raó, té poc gruix en el traç i aquest sol ser uniforme. Escapa a les regles de proporció aplicades en els altres estils, pel que concedeix una llibertat d'execució més gran.

#### Composicions cal·ligràfiques

Animació que mostra els elements que componen la tughra del sultà Mahmut II. El text, en àrab, diu: «Mahmut-Khan, fill de Abd-al-Hàmid, sempre victoriós».

La cal·ligrafia s'utilitza sovint per fer dibuixos o composicions artístiques que representen objectes, plantes o éssers animats, o bé simplement formes harmòniques com composicions simètriques o figures geomètriques. Aquestes composicions no pretenen comunicar un text sinó mostrar la perícia del cal·lígraf: en general són molt difícils de llegir i per aquesta raó solen reproduir missatges que l'espectador ja coneix. El més habitual és que es tracti de la bàsmala o invocació ritual musulmana, la xahada o professió de fe, o bé curtes sures de l'Alcorà que els musulmans coneixen de memòria.
Els exemples més antics són els que formen figures geomètriques utilitzant l'escriptura anomenada cúfica geomètrica. Pel que fa a les composicions realitzades amb lletra cursiva, són clàssiques les que reprodueixen animals o fruits. Un subgènere també clàssic són els dibuixos en mirall", composicions dobles en les que el motiu original es reprodueix a continuació en forma de reflex especular, mostrant a través d'aquest simbolisme la doble expressió de l'ésser humà, la seva part visible material, el cos amb les seves diferents manifestacions, i la interna, representada pel món psicològic.
Dins de les composicions cal·ligràfiques cal esmentar la tughra (طغراء en àrab; tuğra a turc) o signatura estilitzada dels sultans otomans que figurava en l'encapçalament dels documents oficials a manera d'escut d'armes. Les tughres tenen una forma característica comuna, i a banda d'alguns petits detalls únicament varia el nom del sultà que apareix en ella.

#### Infantil
La cal·ligrafia infantil, cal·ligrafia escolar o escriptura infantil fa referència a l'escriptura correctament formada en la seva trets i elements que han d'aprendre els nens i en general aquells que s'inicien en l'escriptura d'una llengua.

### Cal·ligrafia xinesa
La cal·ligrafia xinesa ó 書法 shūfǎ, els caràcters xinesos poden ser traçats segons cinc estils històrics. Normalment tots són realitzats amb pinzell i tinta. Aquests estils estan lligats intrínsecament a la història de l'escriptura xinesa.

#### Estil del segell 篆书zhuànshū

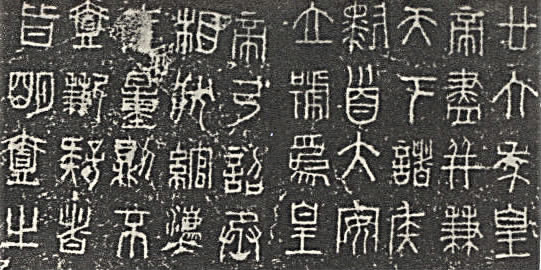
Exemple de cap al 221 aC

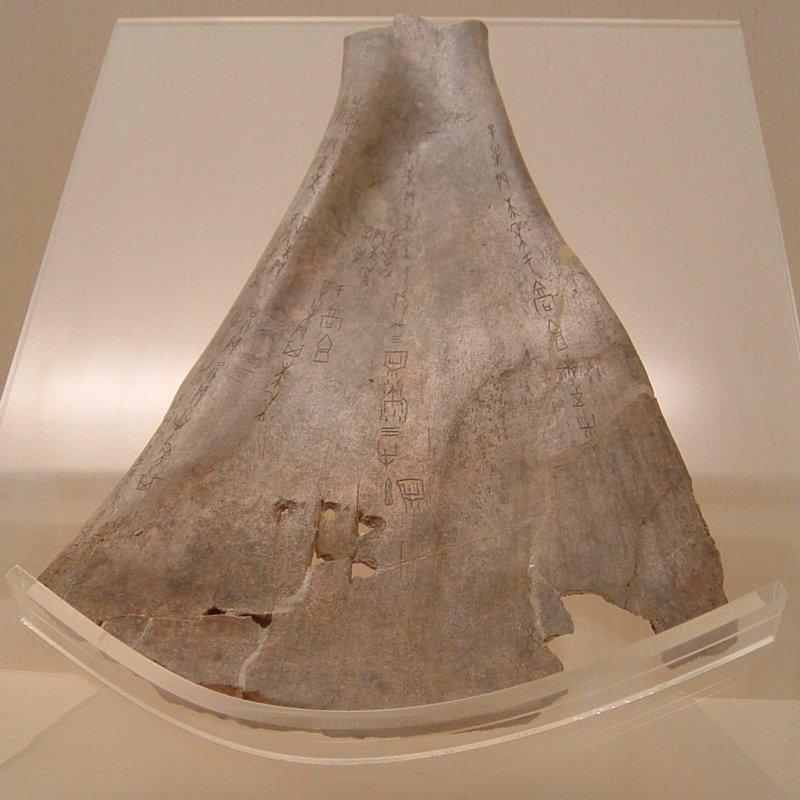
Os oracle

El més antic dels estils (amb l'apogeu a la dinastia 秦 Qin, 221-206 aC), correspon a una adaptació dels caràcters tal com eren gravats, que no pintats, sobretot en bronze o pedra. Les línies són fines i punxegudes en els extrems, la curvatura no està exclosa, la forma dels caràcters és relativament lliure: aquest tipus de traç no segueix les pautes de les que es parla en els altres estils i que són essencialment degudes al pinzell. Els caràcters encara estan bastant a prop del pictograma: la seva forma no sempre pot ser deduïda de la forma moderna, ja que són formes antigues que han patit diverses alteracions fins a arribar a la seva forma actual. Per tant, cal aprendre el traç dels caràcters individualment i la seva lectura no és possible per al profà que no coneix més que els caràcters moderns.

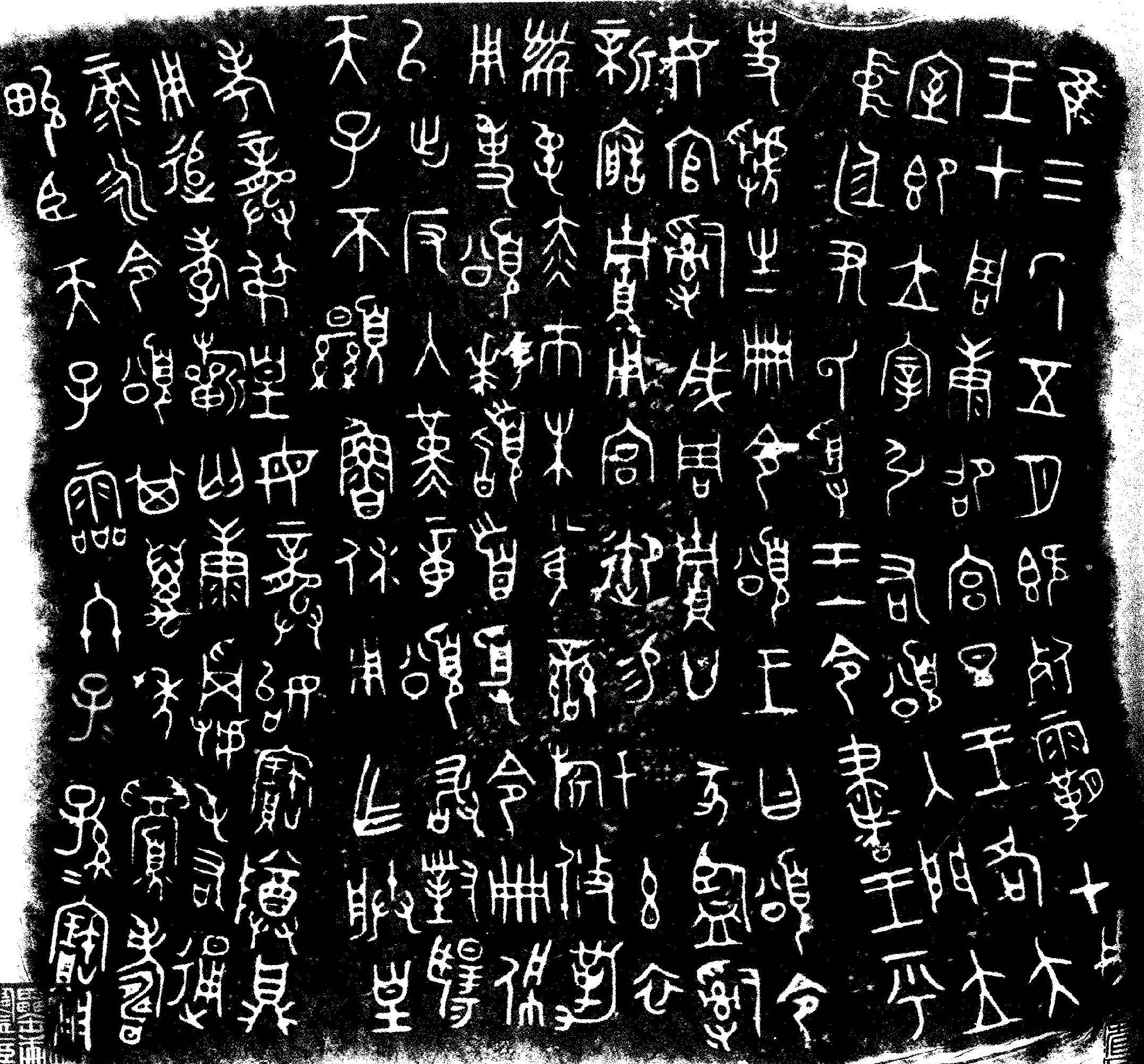
Calco d'un gerro de bronze de cap al 900 aC

Dins de l'estil del segell, es poden distingir dos tipus de caràcters: el gran segell 大篆dàzhuàni el petit segell 小篆 xiǎozhuàn. El primer és el més antic, irregular i el menys cuidat. Es remunta al segle ix aC i deriva directament de caràcters arcaics, 甲骨文 jiǎgǔwén (sota la dinastia商Shang) i 金文 jīnwén (sota els 西周 XI Zhou, Zhou occidental), respectivament "escriptura d'oracles sobre os" gravada sobre closques de tortuga per l'endevinació del futur i "escriptura sobre bronze" sobre bronzes litúrgics. Aquestes són les primeres manifestacions autèntiques d'escriptura xinesa. No s'ha de pensar que el gran segell i els caràcters arcaics són el mateix: el gran segell és el tipus d'escriptura a traç més antic encara en ús i no l'escriptura xinesa més antiga.
La segona, el petit segell, és una estandardització i un perfeccionament del gran segell que data de la dinastia 秦 Qin, el model es deu al primer ministre de 秦始皇 Qin Shǐhuáng, 李斯 Lǐ Si (cap al 200 aC). El petit segell, reemplaçat per estils més simples i regulars, s'origina en els usos dels 汉 Han (del 206 aC al 220) per a més tard convertir-se en un estil purament cal·ligràfic solemne sota els 唐 Tang (618 - 907). Normalment traçat amb pinzell o gravat sobre els segells (origen del seu nom actual). El gran segell, per la seva banda, només és estudiat per historiadors i estudiosos de l'escriptura.

#### Estil dels escribes隶书lìshū

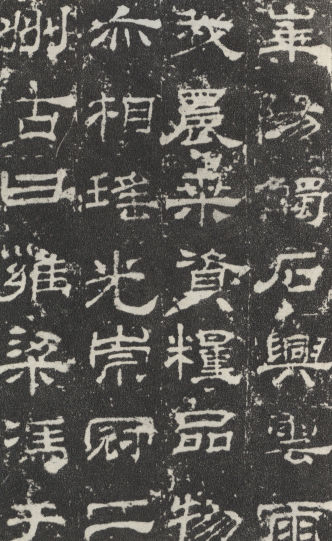
tauleta al temple de Huashan (华山庙碑) cap al 100 aC

A mesura que l'administració xinesa s'afirmava gràcies al poder de l'escrit, va semblar que els caràcters d'estil del segell, complexos i poc regulars, eren un fre per la rapidesa de comprensió i aprenentatge de l'escriptura. Va ser per als funcionaris, els escribes, per als que, segons la tradició, 程邈 Cheng Miǎo, director de presó sota la dinastia 秦 Qin (221-206 aC), hauria creat un estil de traçat més simple a partir de l'estil del segell. Aquest nou estil segueix unes regles gràfiques determinades. Així, Cheng Miǎo va contribuir al desenvolupament de l'aprenentatge i a la millora de la notació dels documents administratius. És per això que s'atribueix aquest estil als funcionaris (o escribes). Aquesta escriptura es fa molt comú sota la dinastia 汉 Han, en competència amb l'estil del segell, al qual arriba a reemplaçar completament (a excepció de la cal·ligrafia) entre els segles I i III.
Es caracteritza per traços espessos amb la punta amagada (no es veu la traça inicial i final del pinzell). Els traços són quadrats, aplanats a la zona mitjana, espaiats i tendents a desbordar pels costats. Al llarg del segle ii, sota els 东汉 Dōnghàn, els Han Orientals, el perfeccionament del pinzell va portar als cal·lígrafs a donar més amplitud als traços, principalment afegint ondulacions i estirant les horitzontals.
Aquest estil és reemplaçat ràpidament, des del segle iii, per l'estil regular. Tanmateix, es va continuar utilitzant en cal·ligrafia fins i tot fins als nostres dies. Dona a la composició un aire digne, sentenciós i majestuós. S'usa, per tant, a part de per a cal·ligrafia, principalment per a eslògans, citacions il·lustres i títols.

#### Estil regular楷书kǎishū

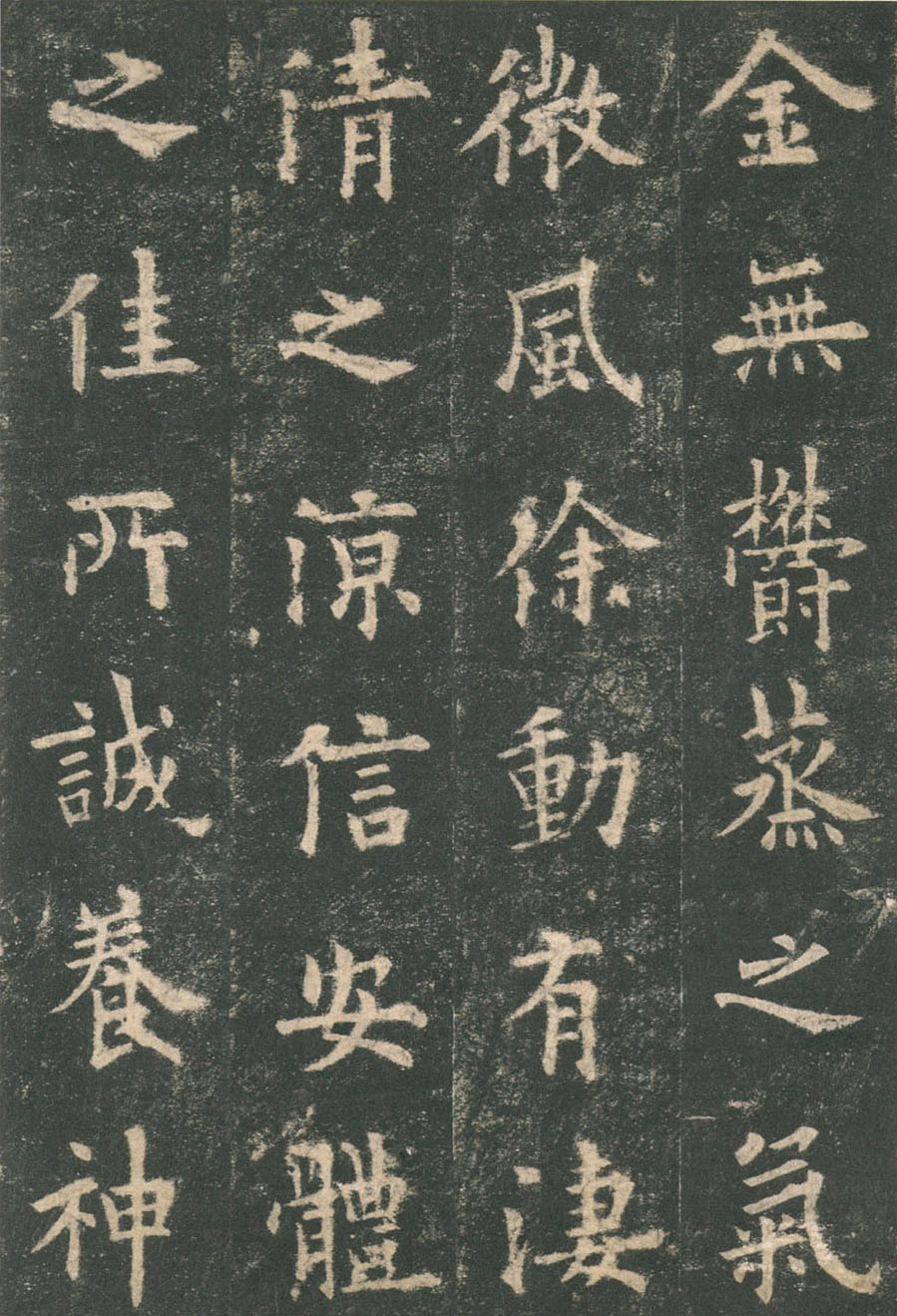
Text del famós cal·lígraf Ouyang Xun (欧阳询, 557-641)

Encara sota els 汉 Han, al llarg del segle iii de la nostra era, apareix aquest estil, considerat com una millora i racionalització de l'estil dels escribes. És l'escriptura estàndard o 正楷 zhèngkǎi, que té el seu apogeu sota els 唐 Tang (618 - 907 de la nostra era) en la que els cal·lígrafs fixen definitivament l'estructura i la tècnica del traç. La necessitat d'una escriptura senzilla, el més llegible possible, molt regular, responia a les necessitats de centralització del poder. Aquesta escriptura, vector de l'administració, ha per tant participat, per la seva estabilitat, en l'hegemonia del poder imperial, fins al punt que fins a les simplificacions de 1958 i 1964 fetes a la República Popular de la Xina, no havia estat retocada ni modificada.
Estilísticament, es caracteritza pel respecte de les regles de traçada evocades més amunt: gran estabilitat (cap caràcter se surt del quadrat virtual), l'abandonament definitiu de les corbes directes i dels angles aguts de l'escriptura dels escribes per un compromís més suau, la possibilitat de no utilitzar més que un nombre definit de traços fonamentals, traços horitzontals ascendint lleugerament de l'esquerra a la dreta i una modificació de les tècniques d'inici de les traces.
Hi ha dues variants de l'estil regular: la regular gran i la regular petita, respectivament 大楷 dàkǎi i 小楷 xiǎokǎi. Les diferències entre les dues venen principalment de la tècnica del pinzell: a la regular petita, els inicis de traç són menys complexos, més fluids i la traça general és més àgil, menys rígida que en la regular gran, que és la més habitual de les dues variants.
És l'estil regular en el que s'aprèn a traçar els caràcters actualment i en el que s'escriu normalment quan s'intenta escriure bé. L'estil regular està molt proper als caràcters impresos, dels quals ja s'ha dit que a vegades presenten lleugeres diferències amb els caràcters manuscrits.

#### Estil corrent 行书xíngshū

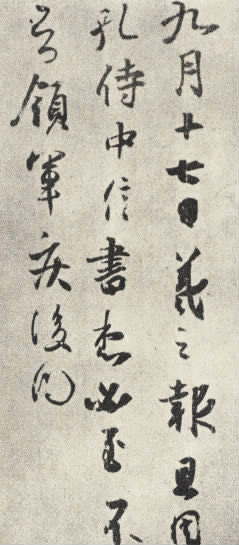
D'una carta de Wang Xizhi (王羲之, 303 - 361)

Com indica el seu nom, aquest estil, nascut de nou sota els 汉 Han, cap a la fi de la dinastia oriental (25-220), és una forma doble: és ràpida (els caràcters "corren") i habitual ("corrent"). L'estil neix d'una "deformació" per simplificació del traç regular. És per això que és la més utilitzada actualment per als manuscrits de la vida quotidiana. Tanmateix, no és ignorada per la cal·ligrafia, lluny d'això, i tampoc no és considerada una forma bastarda de la regular: posseeix en cal·ligrafia les seves pròpies regles.
Es creu que el seu creador va ser 刘德升 Liu Déshēng, dels 汉 Han Orientals. La perfecció d'aquest estil va ser assolida però per 王献之 Wang Xiànzhī (344-348) així com a 王羲之 Wang Xizhi (321-379), el seu pare, un dels més cèlebres cal·lígrafs xinesos, ambdós sota la dinastia 东晋 Dōngjìn, Jin Orientals (317-420 de la nostra era).
Traçat amb la punta d'un pinzell o amb ploma, segueix sent llegible, de ràpida escriptura i fàcil de desxifrar. No requereix aprenentatge propi, separat de la regular, ja que és una grafia gairebé cursiva, les simplificacions dels caràcters són lògiques: són estilitzats de les unitats bàsiques nascudes naturalment del pinzell o de la ploma quan la punta no abandona el paper per a un nou traç, que s'uneixen més sovint que en l'estil regular. A més, els traços són més simples i directes (la punta del pinzell no torna enrere, moviment característic de l'estil regular).

#### Estil d'herba 草书cǎoshū

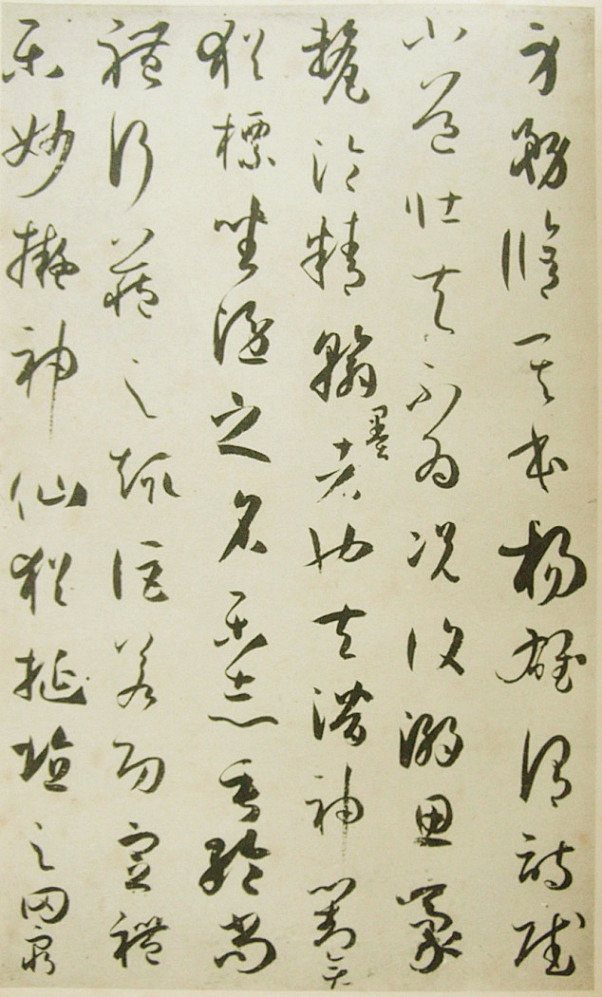
Text de Sun Guoting (孙过庭) cap al 650

L'últim dels estils cal·ligràfics, també anomenat cursiva o escriptura boja és sens dubte el més sorprenent. El seu nom es pot entendre de diverses maneres: bé que és una escriptura agitada com l'herba (és un dels sentits de 草 cǎo) al vent, bé que està destinada a usos efímers, com un esborrany (un altre els possibles sentits de 草), com la palla. Lluny de ser una forma estenogràfica, nascuda de l'anterior, és un tipus d'escriptura a part sencera. El traç dels caràcters, que apareixen fortament deformats, semblen formes sense constriccions aparents, sovint lligats entre ells i que s'allunyen del quadrat virtual, reposa sobre formes taquigràfiques preses dels estils anteriors. La lectura i l'escriptura d'aquest estil són reservades als cal·lígrafs i als especialistes erudits.
La història d'aquest estil, que ha sofert modificacions sovint, és complex. Es distingeixen dos cursives històriques principals, la 章草 zhāngcǎo, "cursiva dels segells" i la 今草 jīncǎo, "cursiva nova". La primera, documentada per primera vegada en el Període dels Regnes Combatents (Xina), 战国 Zhànguó 475 aC-221 aC, i que va ser perfeccionat sota els 汉 Han, deriva de l'estil dels escribes i del segell. La segona, creada també sota els 汉 Han al segle ii de la nostra era, és una modificació de la zhāngcǎo. Si els caràcters de la primera cursiva estan separats uns dels altres i són relativament regulars, els del segon prenen més independència, arribant fins a l'eliminació total dels límits entre traços i caràcters. 王献之 Wang Xiànzhī i 王羲之 Wang Xizhi dels 东晋 Dōngjìn, Jin Orientals (317-420), són considerats com els mestres en la matèria.
L'estil es caracteritza principalment per un traç molt codificats dels caràcters, que són abreujats i reduïts a la seva forma fonamental i ja no són recognoscibles a l'ull profà. Les reduccions procedents ja d'una simplificació natural del traç, amb la qual cosa el pinzell a penes s'aixeca del paper, ja de grafies estenogràfiques convencionals de vegades molt antigues, que han pogut donar naixement a alguns dels caràcters simplificats de la República Popular de la Xina. El cal·lígraf que treballa en aquest estil d'herba tanmateix no traça necessàriament els caràcters més ràpidament que en els altres estils: la rapidesa és suggerida i descrita però no cercada per si. Aquest estil, en efecte, no es fan servir actualment per esborranys: requereix un tal coneixement de l'escriptura xinesa i la seva història i una tal mestria de la tècnica que s'ha reservat principalment per l'art. De fet, encara que cursiva, l'estil d'herba es traça més sovint amb cura.
Es pot parlar fàcilment d'art abstracte i d'idealització de l'escriptura, estant aquesta només esbossada, estant escrits més els moviments que els traços.

#### Diccionaris d'estils
Per ajudar tant als cal·lígrafs com als aficionats, hi ha diccionaris d'estils, que donen per a cadascun dels caràcters xinesos esmentats les cinc grafies (de fet sis comptant la varietat impresa, que pot diferir lleugerament de la grafia regular).

### Shodō

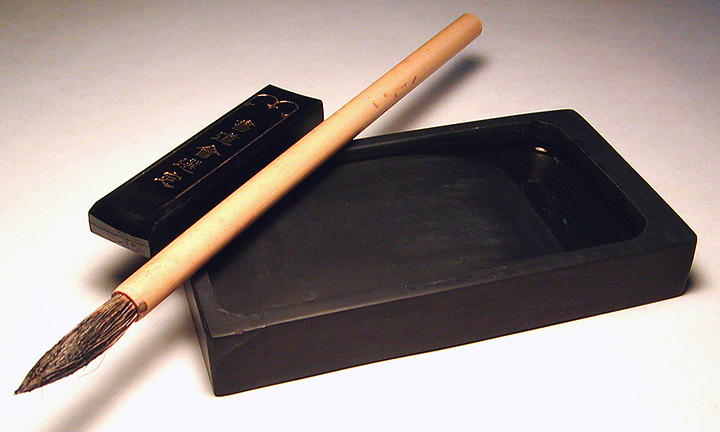
Pinzell, barra de tinta i tinter amb els quals es practica el shodo.

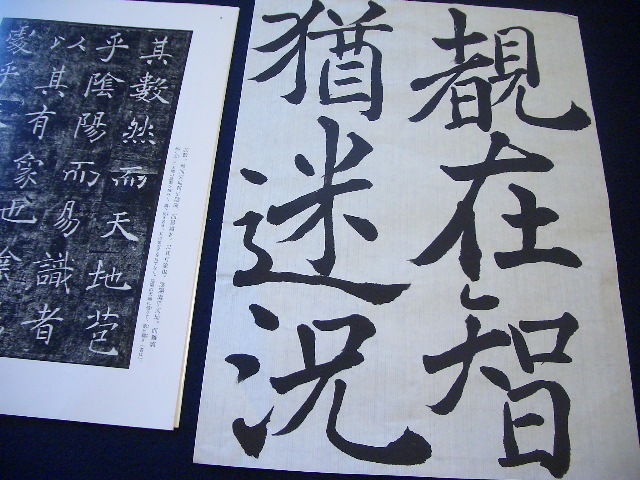
Exemple de shodo.

El shodō (書道 "el camí de l'escriptura") és la cal·ligrafia japonesa.
Es considera un art i una disciplina molt difícil de perfeccionar i s'ensenya com una matèria més als nens japonesos durant la seva educació primària.
Prové de la cal·ligrafia xinesa i es practica segons la tècnica mil·lenària amb un pinzell, un tinter on es prepara la tinta xinesa i un plec de paper d'arròs. Avui dia també és possible utilitzar un pinzell portàtil amb un dipòsit de tinta.
El shodō practica l'escriptura de caràcters japonesos hiragana i katakana, així com caràcters kanji derivats de l'escriptura xinesa. Actualment existeixen escribes mestres en aquest art que són contractats per a la redacció de documents importants.
A més de requerir una gran precisió i gràcia per part de l'escriba, cada caràcter kanji ha de ser escrit segons un ordre de traç específic, la qual cosa augmenta la disciplina requerida als qui practiquen aquest art.

### Cal·ligrafia occidental
Article principal: Cal·ligrafia occidental
La cal·ligrafia occidental o cal·ligrafia llatina és la cal·ligrafia basada en l'ús de l'alfabet llatí, creat pels romans, i en un sentit més ampli abasta també els treballs realitzats emprant l'alfabet grec o el ciríl·lic. Els elements constitutius de l'escriptura que hem de tenir presents per dominar la cal·ligrafia són cinc: la morfologia, l'angle d'escriptura, el ductus, el mòdul i el pes de l'escriptura.

#### Orígens
Els romans, a cop de cisell, esculpien sobre pedra les formoses lletres capitals, en un alfabet que constava únicament de les que avui anomenem lletres majúscules, les harmòniques proporcions les han fet arribar gairebé sense canvis fins als nostres dies. L'omnipresent tipografia Times New Roman dels ordinadors deriva directament de la forma de les lletres romanes, com el seu nom dona clarament a entendre.

#### Tècnica

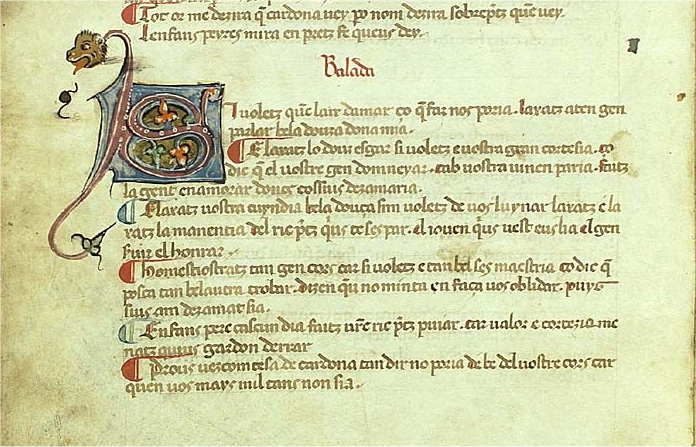
Balada "Si voletz que.m laix d'amar", segle XIII

A més de les inscripcions en pedra, també escrivien els romans sobre rotlles de papir, bé imitant la lletra capital (els apèndixs en els extrems dels traços servien, al taller sobre la pedra, per a "tancar" cadascun d'aquests i així evitar que la roca s'esquerdés més enllà del final del traç) o bé en una forma semblant però més simplificada i adaptada al material de suport anomenada "Rústica". Per a documents més informals, els romans feien servir les lletres cursives, que al llarg dels segles acabarien convertint-se en les nostres lletres minúscules.
Els romans van anar substituint els rotlles de papir pels primers llibres, fets inicialment amb pergamins (pell adobada d'animals) doblats per la meitat. Durant tota l'edat mitjana els monjos van copiar còdexs manuscrits, generalment textos sagrats, sobre pergamí en els scriptoriums dels seus monestirs. Per a ells, la cal·ligrafia era molt més que un treball: era una manera d'oració.
El resultat de la seva dedicació va ser una forma d'art: precioses inicials anomenades capitulars o versals, per estar situades al principi de cada vers, diminutes il·lustracions anomenades il·luminacions (en sentit estricte aquest nom s'hauria d'aplicar només a les que es realitzaven emprant profusament el pa d'or. La brillantor d'aquest material és la que dona lloc al nom de les il·lustracions que fan servir aquesta tècnica).

#### Evolució històrica i estils

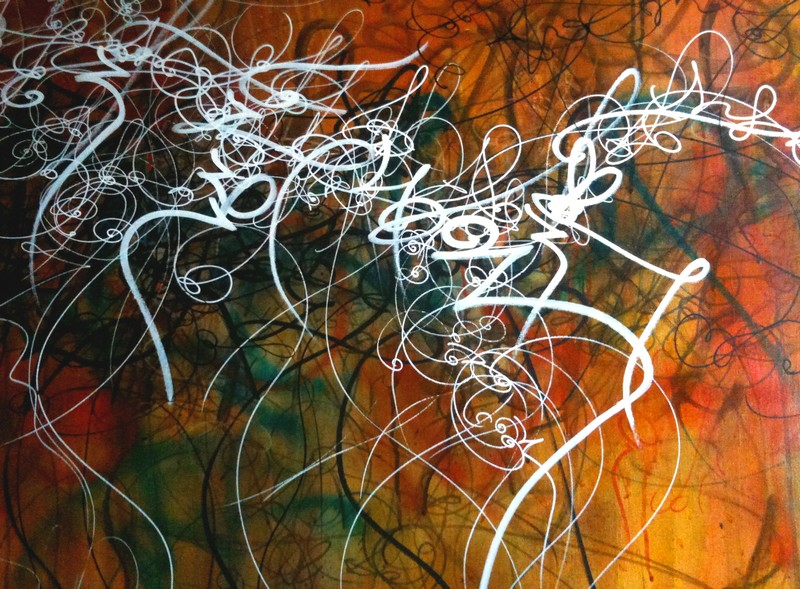
Cal·ligrafia Grafitti.

Al llarg dels segles, noves lletres com la U i la J apareixen en l'alfabet, així com la distinció entre majúscules i minúscules, els accents i signes de puntuació. L'estil de les lletres evoluciona també en funció d'influències culturals i d'innovacions tècniques en materials i suports. Així apareixen multitud de variants:
- A partir de les escriptures romanes es van derivar en la més primerenca edat mitjana les escriptures uncial i semiuncial, que assoleixen la seva més alta expressió artística en els manuscrits cèltic dels monjos irlandesos.
- Posteriorment, l'emperador Carlemany encarrega al monjo Alcuí de York la creació d'una escriptura que serà uniformement emprada en tots els documents del seu imperi: És l'escriptura carolina o carolíngia.
- D'aquesta escriptura sorgiran més tard i al llarg de l'edat mitjana, les escriptures gòtica, llombarda i altres;
- L'humanisme del Renaixement promou diverses escriptures: Rotunda, cancelleresca, humanista...
- La invenció de la impremta fa disminuir enormement la producció de manuscrits, però tot i així, a l'Anglaterra del segle xviii es desenvolupen una sèrie de cal·ligrafies cursives de gran bellesa, com la Copperplate.[8]

## La cal·ligrafia en la literatura catalana
- Núria Perpinyà i Filella va escriure el drama en cinc actes Els Cal·lígrafs, que va estrenar-se al Teatre L'Escorxador a Lleida, el 15 de gener de 2010[9]